# Mèo Mist Úc
Mèo Mist Úc, có thể tạm dịch là Mèo Sương mù Úc (trước đây gọi là Mèo đốm sương - Spotted Mist) là một giống mèo được phát triển ở Úc.

## Các yếu tổ thể chất
Mèo Mist Úc là một giống mèo lông ngắn, có kích thước cơ thể nằm ở mức trung bình, với đầu tròn và đôi mắt to. Bộ lông chúng thực tế rất ngắn và thiếu lớp lông măng. Mèo sương mù Úc không cần phải chăm chút nhiều về vấn đề chải lông bởi vì chúng rụng lông rất ít. Các mẫu lông của mèo có ba màu: màu đất, màu nhạt hơn so với vân hoa; mèo có vân hoa; và mèo có bề ngoài giống như đeo một chiếc mạng che mờ do hiện tượng các màu lông được phân vùng cách ngẫu nhiên. Các chân và đuôi có lớp lông màu đan xen như quấn vòng và mặt và cổ cũng có các vòng màu này. Tuổi thọ của chúng nằm trong khoảng từ 15 đến 18 năm.

## Tính cách
Mèo Sương mù Úc được biết đến với tính khí đặc biệt của chúng. Chúng có khả năng chịu đựng và không thiên về việc cào cấu. Khi còn là mèo con, chúng tràn đầy sức sống, nhưng bớt đi tính hiếu động khi trưởng thành. Mèo Mist Úc có thể là những con mèo nhà tuyệt vời và nuôi chúng cũng góp phần bảo vệ động vật hoang dã bản địa. Một số cá thể mèo Mist Úc có thể được huấn luyện để đi bộ dẫn đường và nhiều con đóng vai trò tìm kiếm đồ vật cách tuyệt vời. Thiến hay triệt sản mèo hoặc mèo con dễ dàng tương tự như các giống mèo và chó khác, một việc làm cần được tăng cường hơn nữa thông qua nhân giống chọn lọc.